# ブライアン・ウィルソン (アルバム)
『ブライアン・ウィルソン』（Brian Wilson）は、アメリカ合衆国のミュージシャン、ブライアン・ウィルソンが1988年に発表した、ソロ名義では初のスタジオ・アルバム。

## 背景
ウィルソンは1975年、当時の妻マリリンによって雇われた精神科医ユージン・ランディの治療を受け始める。ランディは1976年に一度解任されるが、1983年より再びウィルソンの治療に当たる。そして、ウィルソンが1987年の映画『ポリスアカデミー4 市民パトロール』のサウンドトラックに提供した曲「Let's Go to Heaven in My Car」では、ランディが共作者及びエグゼクティブ・プロデューサーとしてクレジットされた。
ランディは本作の初回盤のクレジットでもエグゼクティブ・プロデューサーとして記載され、更に11曲中5曲で共作者としても名を連ねた。なお、一部の曲で共作者としてクレジットされたアレクサンドラ・モーガンは、ランディの妻である。ただし、ランディは治療と称して過度な介入をした（俗に言うマインド・コントロール）として1992年にウィルソンとの接触を禁じられ、2000年にライノ・エンタテインメントから発売された本作の再発盤では、ランディ及びモーガンの名前が作曲クレジットから外された。
ウィルソンはアンディ・ペイリーの助力によってサイアー・レコードとの契約を獲得し、ペイリーは本作でも一部の曲で共同プロデューサーを務めた。

## 作詞・作曲
「ラヴ・アンド・マーシー」は、ウィルソンがピアノでバート・バカラック&ハル・デヴィッド作の曲「世界は愛を求めている」を弾いていた時に思いついた曲で、1999年のツアーではコンサートを締め括る曲となった。なお、この曲は後年、ウィルソンの伝記映画『ラブ&マーシー 終わらないメロディー』のエンド・クレジットで使用されている。
ドリーム・アカデミーのメンバーとして知られるニック・レアード＝クルーズと共作した「ウォーキン・ザ・ライン」は、ウィルソン自身によれば「いつ落っこちるかわからない薄氷の上を歩いてきた」自分自身を描写した歌詞とのことである。「ワン・フォー・ザ・ボーイズ」は、ウィルソンが在籍していたザ・ビーチ・ボーイズに捧げられた曲で、当初のタイトルは「There We Were」だった。「レット・イット・シャイン」はジェフ・リンとの共作で、リンが曲の大部分を完成させた後、ウィルソンが冒頭のコーラス・パートを追加した。
フリートウッド・マックのリンジー・バッキンガムと共作した「ヒー・クドゥント・ゲット・ヒズ・プア・オールド・ボディ・トゥ・ムーヴ」は、ウィルソンによれば「脳で物事を考えたいなら、運動することが世界で一番大事だ」というメッセージの込められた曲で、この曲はシングル「ラヴ・アンド・マーシー」のB面に収録され、アルバム本編から外されていたが、2000年リマスターCDではボーナス・トラックとして追加された。

## 反響・評価
母国アメリカでは13週にわたりBillboard 200入りして、最高54位を記録した。また、スウェーデンのアルバム・チャートでは4回（8週）トップ40入りし、最高23位となった。
Richie Unterbergerはオールミュージックにおいて5点満点中3点を付け、本作の音作りを「1980年代後期のプロダクションにおける、魅力に欠ける面を象徴した、無味乾燥でシンセサイザーが幅を利かせたアレンジと、エコーの強調されたパーカッション」、楽曲を「ウィルソンの中でも特に優れた部類ではない」と批判する一方、「リオ・グランデ」に関しては「ウィルソンが『スマイル』期に書いたミニチュアのコンセプト組曲の雄大さに匹敵する、唯一ある程度の成功に至った試み」と評している。一方、クリス・ウィルマンは2000年、『エンターテインメント・ウィークリー』誌のレビューで本作にAを付け「もしフル・バンドを従えた作品で、弟カールのボーカルもあれば、1960年代以来となるビーチ・ボーイズの傑作となっていただろう」と評している。『NME』誌が選出した1988年の「アルバム・オブ・ザ・イヤー」では32位となった。

## 収録曲
ライノ・エンタテインメントから2000年に発売されたリマスターCDに準拠。初回盤では1. 2. 3. 7. 8.にユージン・ランディ、2. 7. 8.にアレクサンドラ・モーガンも共作者としてクレジットされていた。
1. ラヴ・アンド・マーシー - "Love and Mercy" (Brian Wilson) - 2:55
2. ウォーキン・ザ・ライン - "Walkin' the Line" (B. Wilson, Nick Laird-Clowes) - 2:40
3. メルト・アウェイ - "Melt Away" (B. Wilson) - 3:01
4. ベイビー・レット・ユア・ヘア・グロウ・ロング - "Baby Let Your Hair Grow Long" (B. Wilson) - 3:17
5. リトル・チルドレン - "Little Children" (B. Wilson) - 1:50
6. ワン・フォー・ザ・ボーイズ - "One for the Boys" (B. Wilson) - 1:50
7. ゼアズ・ソー・メニー - "There's So Many" (B. Wilson) - 2:47
8. ナイト・タイム - "Night Time" (B. Wilson, Andy Paley) - 3:38
9. レット・イット・シャイン - "Let It Shine" (B. Wilson, Jeff Lynne) - 3:58
10. 夢で逢いましょう - "Meet Me in My Dreams Tonight" (B. Wilson, A. Paley, Andy Dean) - 3:06
11. リオ・グランデ - "Rio Grande" (B. Wilson, A. Paley) - 8:15

### 2000年リマスターCDボーナス・トラック
26.は隠しトラックである。
1. ブライアン「ラヴ・アンド・マーシー」を語る - "Brian on "Love and Mercy"" - 2:23
2. ヒー・クドゥント・ゲット・ヒズ・プア・オールド・ボディ・トゥ・ムーヴ - "He Couldn't Get His Poor Old Body to Move" (B. Wilson, Lindsey Buckingham) - 2:36
3. ビーイング・ウィズ・ザ・ワン・ユー・ラヴ - "Being With the One You Love" (B. Wilson) - 2:35
4. 僕の車で天国へ - "Let's Go to Heaven in My Car " (B. Wilson, Gary Usher) - 3:40
5. トゥー・マッチ・シュガー - "Too Much Sugar" (B. Wilson) - 2:38
6. ゼアズ・ソー・メニー（デモ） - "There's So Many (Demo)" (B. Wilson) - 1:53
7. ウォーキン・ザ・ライン（デモ） - "Walkin' the Line (Demo)" (B. Wilson, N. Laird-Clowes) - 2:51
8. メルト・アウェイ（アーリー・ラフ・ミックス） - "Melt Away (Early Version - Alternate Vocal)" (B. Wilson) - 2:03
9. ナイト・タイム（トラック・ミックス） - "Night Time (Instrumental)" (B. Wilson, A. Paley) - 4:05
10. リトル・チルドレン（デモ） - "Little Children (Demo)" (B. Wilson) - 2:01
11. ナイト・ブルーミン・ジャスミン（デモ） - "Night Bloomin' Jasmine (Demo)" (B. Wilson) - 2:20
12. リオ・グランデ（コンパイルド・ラフ・ミックス） - "Rio Grande (Early Version - Compiled Rough Mixes)" (B. Wilson, A. Paley) - 6:07
13. ブライアン「リオ・グランデ」を語る - "Brian on "Rio Grande"" - 1:20
14. ブライアン、音楽とレコードについて語る - "Brian on "The Source"" - 1:04
15. "Brian Fan Club X-Mas Message" - 0:54

## 参加ミュージシャン
- ブライアン・ウィルソン - ボーカル、ピアノ、オルガン、キーボード、エミュレータ、ヴィブラフォン、ベル、チャイム、グロッケンシュピール、パーカッション、サウンド・エフェクト、ボーカル・アレンジ
- アンディ・ペイリー - エレクトリック・ギター、アコースティック・ギター、ベース、ドラムス、パーカッション、キーボード、ハーモニカ、アディショナル・バックグラウンド・ボーカル
- マイケル・バーナード - コンピューター、シンセサイザー・プログラミング、ドラムス、キーボード、パーカッション
- テレンス・トレント・ダービー - バックグラウンド・ボーカル(on #2)
- ラス・タイトルマン - バックグラウンド・ボーカル(on #2)
- クリストファー・クロス - バックグラウンド・ボーカル(on #8)
- マイケル・アンドレアス - フルート、サクソフォーン
- ザ・ベイサイド・ブルーグラス・バンド - マンドリン、バンジョー、ベース、アコースティック・ギター
- スチュアート・ブランバーグ - トランペット
- ジェフ・ボヴァ - キーボード、プログラミング
- ジミー・ブラロウアー - ドラム・プログラミング、シェイカー
- ランス・ブラー - トランペット
- ロビー・コンドー - シンセサイザー・プログラミング、キーボード
- アンドリュー・ディーン - キーボード、ヴィブラフォン、パーカッション、シンセサイザー・プログラミング、ベル
- エリオット・イーストン - ギター
- トッド・ヘールマン - フェアライト
- トリス・インボーデン - ドラムス、シンバル、ハイハット
- ハイメン・カッツ - フルート、ピッコロ
- ロビー・キルゴア - キーボード・プログラミング
- ハリー・キム - トランペット
- ケヴィン・S・レスリー - フットステップ
- スティーヴ・リンゼイ - シンセサイザー・プログラミング、キーボード
- ジェフ・リン - キーボード、ベース、6弦ベース、ギター
- ジェイ・ミグリオリ - バリトン・サクソフォーン
- フランク・モロッコ - アコーディオン
- ロブ・マウンジー - エミュレータ・ティンパニ、ピアノ、シンセ・ギター、エミュレータ・チェロ
- ディーン・パークス - ギター
- ボブ・ライリー - ドラムマシン
- フィリップ・セス - キーボード、シンセサイザー・プログラミング
- トニー・サルヴェイジ - ヴァイオリン、ミュージックソー
- キャロル・スティール - パーカッション
- ラリー・ウィリアムズ - ホーン、サクソフォーン・ソロ、シンセサイザー・プログラミング、キーボード